# Martin Junas
Martin Junas (Szakolca, 1996. március 9. –) szlovák korosztályos válogatott labdarúgó, aki jelenleg a Senica játékosa.

## Sikerei, díjai
- Szlovákia U17
  - U17-es labdarúgó-Európa-bajnokság bronzérmes: 2013

## Külső hivatkozások
- Martin Junas adatlapja a Soccerway oldalon (angolul)
- Transfermarkt profil